# Damea di Crotone
Damea di Crotone (in greco antico: Δαμέας?; Crotone, ... – Crotone, ...; fl. VI secolo a.C.) è stato uno scultore greco antico della seconda metà del VI secolo a.C.

## Biografia
Realizzò la statua del concittadino Milone vincitore nella lotta nel 532 a.C. ad Olimpia, statua che il campione portò in spalla al santuario. Secondo alcune fonti, fece parte della scuola pitagorica di Crotone.